# Jurinea mariae
Jurinea mariae là một loài thực vật có hoa trong họ Cúc. Loài này được Pavlov mô tả khoa học đầu tiên năm 1950.